# Mesapamea ochracea
Mesapamea ochracea là một loài bướm đêm trong họ Noctuidae.